# Campeonato Mundial de Ajedrez 1966
El Campeonato Mundial de Ajedrez 1966 fue un encuentro entre el retador Boris Spassky de la Unión Soviética y su compatriota y campeón defensor Tigran Petrosian. El match se jugó en Moscú, Rusia. El primer juego empezó el 9 de abril de 1966. El último juego empezó el 9 de junio que terminó empatado. Petrosian ganó el match 12½–11½, manteniendo su condición de campeón y convirtiéndose en el campeón oficial número 9.

## Torneo Interzonal
El Torneo Interzonal fue jugado en la ciudad holandesa de Ámsterdam en el año 1964.
| N° | Jugador              | 1 | 2 | 3 | 4 | 5 | 6 | 7 | 8 | 9 | 10 | 11 | 12 | 13 | 14 | 15 | 16 | 17 | 18 | 19 | 20 | 21 | 22 | 23 | 24 | Total |
| -- | -------------------- | - | - | - | - | - | - | - | - | - | -- | -- | -- | -- | -- | -- | -- | -- | -- | -- | -- | -- | -- | -- | -- | ----- |
| 1  | Vasili Smyslov       | - | ½ | ½ | ½ | ½ | ½ | ½ | ½ | 1 | 1  | 1  | 1  | ½  | 1  | ½  | ½  | ½  | ½  | 1  | 1  | 1  | 1  | 1  | 1  | 17    |
| 2  | Bent Larsen          | ½ | - | 1 | ½ | 0 | 1 | 0 | ½ | 1 | ½  | 1  | 1  | 1  | ½  | ½  | ½  | 1  | 1  | ½  | 1  | 1  | 1  | 1  | 1  | 17    |
| 3  | Boris Spassky        | ½ | 0 | - | ½ | ½ | ½ | ½ | 1 | 1 | 1  | 0  | ½  | 1  | ½  | 1  | 1  | ½  | 1  | 1  | 1  | 1  | 1  | 1  | 1  | 17    |
| 4  | Mijaíl Tal           | ½ | ½ | ½ | - | ½ | ½ | ½ | ½ | ½ | ½  | ½  | ½  | 1  | 1  | 1  | 1  | ½  | 1  | 1  | 1  | 1  | 1  | 1  | 1  | 17    |
| 5  | Leonid Stein*        | ½ | 1 | ½ | ½ | - | 0 | 1 | ½ | 0 | 1  | ½  | 1  | ½  | 1  | 1  | 1  | 1  | ½  | ½  | ½  | 1  | 1  | 1  | 1  | 16½   |
| 6  | David Bronstein*     | ½ | 0 | ½ | ½ | 1 | - | ½ | ½ | ½ | ½  | 1  | ½  | ½  | 1  | ½  | ½  | 1  | 1  | 1  | ½  | 1  | 1  | 1  | 1  | 16    |
| 7  | Borislav Ivkov       | ½ | 1 | ½ | ½ | 0 | ½ | - | ½ | ½ | ½  | 0  | 1  | 1  | ½  | ½  | ½  | ½  | 1  | 1  | 1  | ½  | 1  | 1  | 1  | 15    |
| 8  | Samuel Reshevsky**   | ½ | ½ | 0 | ½ | ½ | ½ | ½ | - | ½ | ½  | ½  | ½  | ½  | 1  | ½  | ½  | 1  | ½  | ½  | 1  | 1  | 1  | 1  | 1  | 14½   |
| 9  | Lajos Portisch**     | 0 | 0 | 0 | ½ | 1 | ½ | ½ | ½ | - | ½  | 0  | ½  | ½  | 1  | 1  | 1  | ½  | 1  | ½  | 1  | 1  | 1  | 1  | 1  | 14½   |
| 10 | Svetozar Gligorić    | 0 | ½ | 0 | ½ | 0 | ½ | ½ | ½ | ½ | -  | ½  | 1  | 1  | ½  | 1  | ½  | 1  | ½  | 1  | 1  | 0  | 1  | 1  | 1  | 14    |
| 11 | Klaus Darga          | 0 | 0 | 1 | ½ | ½ | 0 | 1 | ½ | 1 | ½  | -  | 0  | ½  | 1  | ½  | 1  | ½  | ½  | 1  | 1  | ½  | ½  | 1  | ½  | 13½   |
| 12 | Béla Lengyel         | 0 | 0 | ½ | ½ | 0 | ½ | 0 | ½ | ½ | 0  | 1  | -  | ½  | ½  | 1  | ½  | 1  | ½  | ½  | 1  | 1  | 1  | 1  | 1  | 13    |
| 13 | Luděk Pachman        | ½ | 0 | 0 | 0 | ½ | ½ | 0 | ½ | ½ | 0  | ½  | ½  | -  | ½  | 1  | ½  | 1  | 1  | 1  | 1  | 1  | 1  | ½  | ½  | 12½   |
| 14 | Larry Evans          | 0 | ½ | ½ | 0 | 0 | 0 | ½ | 0 | 0 | ½  | 0  | ½  | ½  | -  | 1  | ½  | 0  | 1  | 1  | 1  | ½  | ½  | 1  | ½  | 10    |
| 15 | Georgi Tringov       | ½ | ½ | 0 | 0 | 0 | ½ | ½ | ½ | 0 | 0  | ½  | 0  | 0  | 0  | -  | ½  | 1  | ½  | ½  | 1  | ½  | ½  | 1  | 1  | 9½    |
| 16 | Pal Benko            | ½ | ½ | 0 | 0 | 0 | ½ | ½ | ½ | 0 | ½  | 0  | ½  | ½  | ½  | ½  | -  | ½  | 0  | 1  | 0  | 1  | ½  | ½  | ½  | 9     |
| 17 | Héctor Rossetto      | ½ | 0 | ½ | ½ | 0 | 0 | ½ | 0 | ½ | 0  | ½  | 0  | 0  | 1  | 0  | ½  | -  | ½  | ½  | ½  | 0  | 1  | 0  | 1  | 8     |
| 18 | Alberto Foguelman    | ½ | 0 | 0 | 0 | ½ | 0 | 0 | ½ | 0 | ½  | ½  | ½  | 0  | 0  | ½  | 1  | ½  | -  | 0  | 0  | 1  | 1  | 0  | 1  | 8     |
| 19 | István Bilek         | 0 | ½ | 0 | 0 | ½ | 0 | 0 | ½ | ½ | 0  | 0  | ½  | 0  | 0  | ½  | 0  | ½  | 1  | -  | ½  | 1  | 1  | ½  | ½  | 8     |
| 20 | Oscar Quiñones       | 0 | 0 | 0 | 0 | ½ | ½ | 0 | 0 | 0 | 0  | 0  | 0  | 0  | 0  | 0  | 1  | ½  | 1  | ½  | -  | ½  | 1  | ½  | 1  | 7     |
| 21 | Yosef Porath         | 0 | 0 | 0 | 0 | 0 | 0 | ½ | 0 | 0 | 1  | ½  | 0  | 0  | ½  | ½  | 0  | 1  | 0  | 0  | ½  | -  | 0  | ½  | ½  | 5½    |
| 22 | Francisco José Pérez | 0 | 0 | 0 | 0 | 0 | 0 | 0 | 0 | 0 | 0  | ½  | 0  | 0  | ½  | ½  | ½  | 0  | 0  | 0  | 0  | 1  | -  | 1  | 1  | 5     |
| 23 | Béla Berger          | 0 | 0 | 0 | 0 | 0 | 0 | 0 | 0 | 0 | 0  | 0  | 0  | ½  | 0  | 0  | ½  | 1  | 1  | ½  | ½  | ½  | 0  | -  | 0  | 4½    |
| 24 | Zvonko Vranesic      | 0 | 0 | 0 | 0 | 0 | 0 | 0 | 0 | 0 | 0  | ½  | 0  | ½  | ½  | 0  | ½  | 0  | 0  | ½  | 0  | ½  | 0  | 1  | -  | 4     |

* Tanto Stein como Bronstein no clasificaron debido a que ya había tres representantes soviéticos mejor ubicados de ellos (regla establecida en el Congreso de la FIDE 1959).

### Desempate
** Ya que Reshevsky y Portisch empataron en el "6° puesto" para el Torneo de Candidatos, se jugó un desempate.
| Jugador          | 1 | 2 | 3 | Total |
| ---------------- | - | - | - | ----- |
| Samuel Reshevsky | 0 | ½ | 0 | ½     |
| Lajos Portisch   | 1 | ½ | 1 | 2½    |

## Torneo de Candidatos
Para este torneo, el Congreso de la FIDE de 1965 en Wiesbaden votó a aceptar la idea de Bobby Fischer de que el Torneo de Candidatos fuera jugado en sistema de eliminación directa.
Originalmente, se planeó que los seis mejores ubicados en el Torneo Interzonal, el perdedor del Campeonato pasado y el 2° mejor ubicado en el Torneo de Candidatos pasado jugaran matches de eliminación directa, y el ganador obteniendo el derecho de jugar por el Campeonato Mundial de Ajedrez contra Tigran Petrosian en 1966, pero, debido a que Botvínnik decidió no participar, su lugar fue para Efim Geller, que salió como el 3° mejor ubicado en el Torneo de Candidatos pasado.
|  | Cuartos de final                  | Cuartos de final                  |             |               | Semifinales                       | Semifinales                       |             |               | Final                     | Final                     |  |
|  | 4 de abril al 10 de julio de 1965 | 4 de abril al 10 de julio de 1965 |             |               | 26 de mayo al 8 de agosto de 1965 | 26 de mayo al 8 de agosto de 1965 |             |               | 12 al 26 de marzo de 1966 | 12 al 26 de marzo de 1966 |  |
|  |                                   |                                   |             |               |                                   |                                   |             |               |                           |                           |  |
|  |                                   |                                   |             |               |                                   |                                   |             |               |                           |                           |  |
|  | Boris Spassky                     | 6                                 |             |               |                                   |                                   |             |               |                           |                           |  |
|  | Boris Spassky                     | 6                                 |             |               |                                   |                                   |             |               |                           |                           |  |
|  | Paul Keres                        | 4                                 |             |               |                                   |                                   |             |               |                           |                           |  |
|  | Paul Keres                        | 4                                 |             | Boris Spassky | 5½                                |                                   |             |               |                           |                           |  |
|  |                                   |                                   |             | Boris Spassky | 5½                                |                                   |             |               |                           |                           |  |
|  |                                   |                                   | Efim Geller | 2½            |                                   |                                   |             |               |                           |                           |  |
|  | Vasili Smyslov                    | 2½                                | Efim Geller | 2½            |                                   |                                   |             |               |                           |                           |  |
|  | Vasili Smyslov                    | 2½                                |             |               |                                   |                                   |             |               |                           |                           |  |
|  | Efim Geller                       | 5½                                |             |               |                                   |                                   |             |               |                           |                           |  |
|  | Efim Geller                       | 5½                                |             |               |                                   |                                   |             | Boris Spassky | 6½                        |                           |  |
|  |                                   |                                   |             |               |                                   |                                   |             | Boris Spassky | 6½                        |                           |  |
|  |                                   |                                   | Mijaíl Tal  | 3½            |                                   |                                   |             |               |                           |                           |  |
|  | Bent Larsen                       | 5½                                | Mijaíl Tal  | 3½            |                                   |                                   |             |               |                           |                           |  |
|  | Bent Larsen                       | 5½                                |             |               |                                   |                                   |             |               |                           |                           |  |
|  | Borislav Ivkov                    | 2½                                |             |               |                                   |                                   |             |               |                           |                           |  |
|  | Borislav Ivkov                    | 2½                                |             | Bent Larsen   | 4½                                |                                   |             | Tercer lugar  | Tercer lugar              |                           |  |
|  |                                   |                                   |             | Bent Larsen   | 4½                                |                                   |             | Tercer lugar  | Tercer lugar              |                           |  |
|  |                                   |                                   | Mijaíl Tal  | 5½            |                                   |                                   |             |               |                           |                           |  |
|  | Lajos Portisch                    | 2½                                | Mijaíl Tal  | 5½            |                                   |                                   | Bent Larsen | 5             |                           |                           |  |
|  | Lajos Portisch                    | 2½                                |             |               |                                   |                                   | Bent Larsen | 5             |                           |                           |  |
|  | Mijaíl Tal                        | 5½                                |             |               |                                   |                                   |             |               | Efim Geller               | 4                         |  |
|  | Mijaíl Tal                        | 5½                                |             |               |                                   |                                   |             |               | Efim Geller               | 4                         |  |
|  |                                   |                                   |             |               |                                   |                                   |             |               |                           |                           |  |

### Cuartos de final
Los matches de cuartos de final se jugaban a mejor de 10 juegos, es decir, el que obtiene primero 5½ o más, avanza a la siguiente ronda, eliminando al otro.
| Jugador       | 1 | 2 | 3 | 4 | 5 | 6 | 7 | 8 | 9 | 10 | Total |
| ------------- | - | - | - | - | - | - | - | - | - | -- | ----- |
| Boris Spassky | 0 | ½ | 1 | 1 | 1 | ½ | ½ | 0 | ½ | 1  | 6     |
| Paul Keres    | 1 | ½ | 0 | 0 | 0 | ½ | ½ | 1 | ½ | 0  | 4     |

| Jugador        | 1 | 2 | 3 | 4 | 5 | 6 | 7 | 8 | Total |
| -------------- | - | - | - | - | - | - | - | - | ----- |
| Vasili Smyslov | 0 | ½ | 0 | ½ | 0 | ½ | ½ | ½ | 2½    |
| Efim Geller    | 1 | ½ | 1 | ½ | 1 | ½ | ½ | ½ | 5½    |

| Jugador        | 1 | 2 | 3 | 4 | 5 | 6 | 7 | 8 | Total |
| -------------- | - | - | - | - | - | - | - | - | ----- |
| Bent Larsen    | 1 | ½ | ½ | 1 | 1 | ½ | 0 | 1 | 5½    |
| Borislav Ivkov | 0 | ½ | ½ | 0 | 0 | ½ | 1 | 0 | 2½    |

| Jugador        | 1 | 2 | 3 | 4 | 5 | 6 | 7 | 8 | Total |
| -------------- | - | - | - | - | - | - | - | - | ----- |
| Lajos Portisch | ½ | 0 | 1 | 0 | ½ | ½ | 0 | 0 | 2½    |
| Mijaíl Tal     | ½ | 1 | 0 | 1 | ½ | ½ | 1 | 1 | 5½    |

### Semifinales
Los matches de semifinales mantuvieron el mismo formato de a mejor de 10 juegos, es decir, el que obtiene primero 5½ o más, avanza a la siguiente ronda, eliminando al otro.
| Jugador       | 1 | 2 | 3 | 4 | 5 | 6 | 7 | 8 | Total |
| ------------- | - | - | - | - | - | - | - | - | ----- |
| Boris Spassky | ½ | 1 | ½ | ½ | ½ | 1 | ½ | 1 | 5½    |
| Efim Geller   | ½ | 0 | ½ | ½ | ½ | 0 | ½ | 0 | 2½    |

| Jugador     | 1 | 2 | 3 | 4 | 5 | 6 | 7 | 8 | 9 | 10 | Total |
| ----------- | - | - | - | - | - | - | - | - | - | -- | ----- |
| Bent Larsen | 1 | 0 | ½ | ½ | 1 | 0 | ½ | ½ | ½ | 0  | 4½    |
| Mijaíl Tal  | 0 | 1 | ½ | ½ | 0 | 1 | ½ | ½ | ½ | 1  | 5½    |

### Final
El match de la final del Torneo de Candidatos se jugó a mejor de 12 juegos, es decir, el que obtiene primero 6½ o más, gana el derecho a jugar contra Tigran Petrosian por el Campeonato Mundial.
| Jugador       | 1 | 2 | 3 | 4 | 5 | 6 | 7 | 8 | 9 | 10 | 11 | Total |
| ------------- | - | - | - | - | - | - | - | - | - | -- | -- | ----- |
| Boris Spassky | ½ | 0 | 1 | ½ | ½ | ½ | ½ | ½ | 1 | 1  | 1  | 7     |
| Mijaíl Tal    | ½ | 1 | 0 | ½ | ½ | ½ | ½ | ½ | 0 | 0  | 0  | 4     |

### Tercer puesto
Los que fueron eliminados en las semifinales, jugaron un match extra para definir el tercer lugar, que otorga un cupo directo para el siguiente Torneo Interzonal. El match se jugó a mejor de 8 juegos, es decir, el que obtiene primero 4½ o más, obtiene el tercer puesto y un cupo para el próximo Interzonal.
| Jugador     | 1 | 2 | 3 | 4 | 5 | 6 | 7 | 8 | 9 | Total |
| ----------- | - | - | - | - | - | - | - | - | - | ----- |
| Bent Larsen | 1 | 0 | ½ | ½ | 1 | ½ | ½ | 0 | 1 | 5     |
| Efim Geller | 0 | 1 | ½ | ½ | 0 | ½ | ½ | 1 | 0 | 4     |

## Match
El match fue jugado como mejor de 24 juegos, las victorias contando 1 punto, los empates ½ punto, y las derrotas 0, y acabaría cuando un jugador llegue a 12½ puntos. Si el match acabara en un empate 12 a 12, el campeón defensor (Petrosian) retenería el título.
| Jugador          | 1 | 2 | 3 | 4 | 5 | 6 | 7 | 8 | 9 | 10 | 11 | 12 | 13 | 14 | 15 | 16 | 17 | 18 | 19 | 20 | 21 | 22 | 23 | 24 | Total |
| ---------------- | - | - | - | - | - | - | - | - | - | -- | -- | -- | -- | -- | -- | -- | -- | -- | -- | -- | -- | -- | -- | -- | ----- |
| Tigran Petrosian | ½ | ½ | ½ | ½ | ½ | ½ | 1 | ½ | ½ | 1  | ½  | ½  | 0  | ½  | ½  | ½  | ½  | ½  | 0  | 1  | ½  | 1  | 0  | ½  | 12½   |
| Boris Spassky    | ½ | ½ | ½ | ½ | ½ | ½ | 0 | ½ | ½ | 0  | ½  | ½  | 1  | ½  | ½  | ½  | ½  | ½  | 1  | 0  | ½  | 0  | 1  | ½  | 11½   |